# エルシー (オレゴン州)

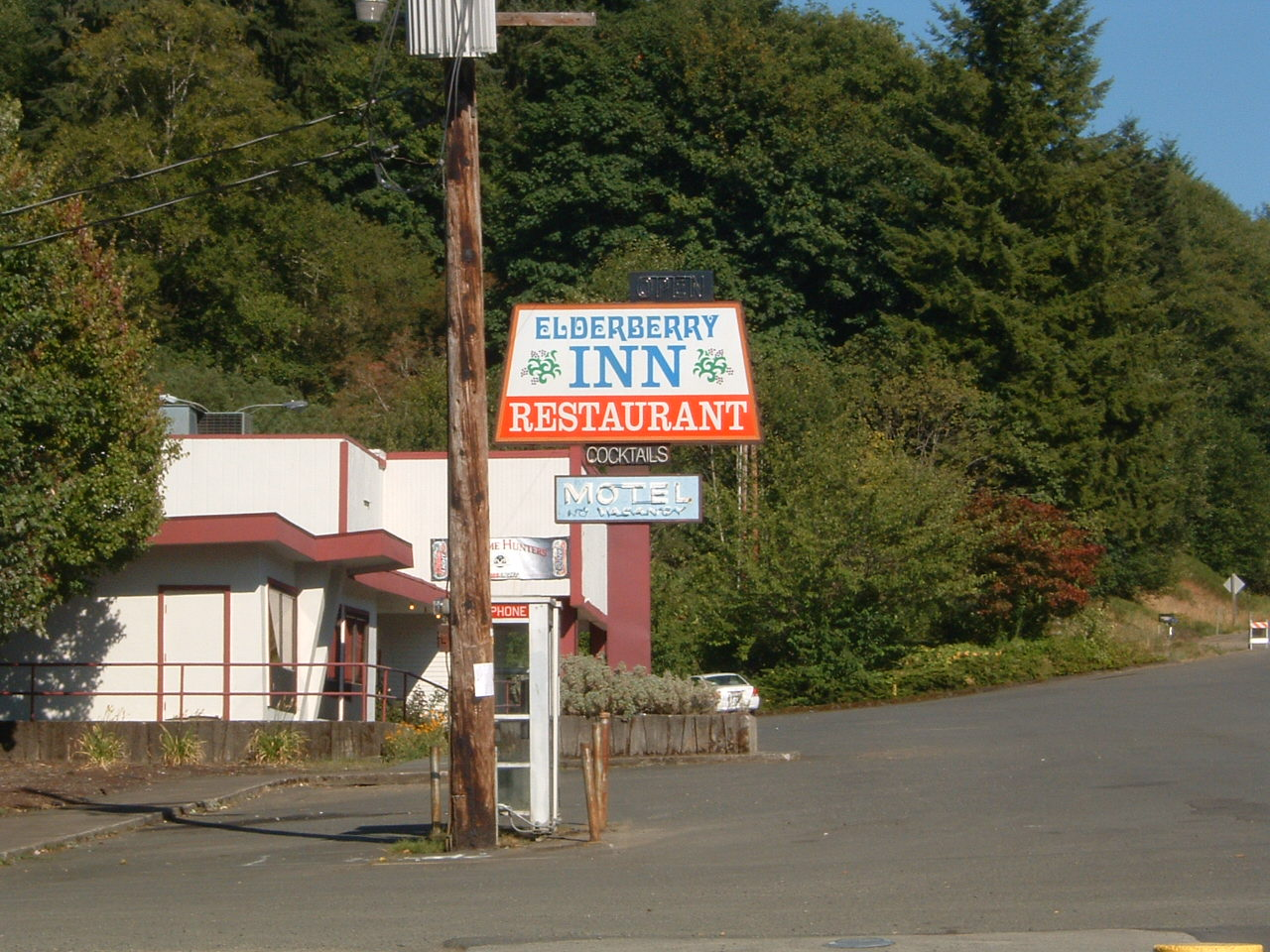
エルダーベリー・イン

エルシー（英: Elsie）は、アメリカ合衆国オレゴン州クラトソップ郡にある非法人地域である。北オレゴン海岸山脈でオレゴン州道103号線と国道26号線が交差し、ネヘーレム川が流れるジュエルジャンクションの西方に位置する。
エルシーは、初代郵便局長ジョージ・グラッグの肉親であるエルシー・フォスターの名に因む。1892年にエルシー郵便局が設立、1943年に閉局した。
キャンプ18（Camp 18）は、エルシーにあるレストランであり林業の博物館である。このレストランはログキャビンのスタイルで建てられており、現地で伐採された材木を利用している。この建物には85フィートの長さの棟木と前扉があり、それぞれ500ポンドの重さをもつ。